# Diff
A diff fájlösszehasonlító program, amely két bemeneti fájl közötti különbségeket írja a kimenetre. A klasszikus diff szövegfájlokat hasonlított össze soronként, de a modernebb implementációk már bináris fájlokon is tudnak dolgozni.
A diff program kimenetét hívják diff-nek vagy patch-nek. Az utóbbi elnevezés a patch program nevéből jön, ami a diff kimenetét tudja alkalmazni valamely fájlra.

## Történet
A diff programot a 70-es évek elején kezdték fejleszteni Unix operációs rendszeren. Az első prototípust James W. Hunt készítette. A végső verzió, amely a Unix ötödik verziójában jelent meg 1974-ben, teljes egészében Douglas McIlroy munkája. Az ezzel kapcsolatos kutatási eredményeket 1976-ban tették közzé közösen írott cikkükben.
Később a GNU Projekt is megalkotta és diffutil csomagként közzétette a saját diff eszközét, amely az Eugene W. Myers által leírt algoritmus szerint működik. Ez egy nyílt forráskódú implementáció, a GNU GPL licenc alatt használható. A legtöbb Linux disztribúciónak részét képezi a GNU diff, de léteznek Windows platformokra lefordított bináris változatai is.

## Algoritmus
A diff működése a leghosszabb közös részsorozat probléma megoldásán alapul. Keresendő két adott sorozatra egy olyan harmadik sorozat, amely mindkét sorozatnak részsorozata. További feltétel, hogy a leghosszabb ilyen sorozatot kell meghatározni.
Legyen például a két adott sorozat a következő:
```
       a b c d f g h j q z
```

```
       a b c d e f g i j k r x y z
```

Olyan sorozatot keresünk, amely előáll mindkét bemeneti sorozatból elemek törlésével. Az ilyen részsorozatok közül keresendő a leghosszabb. Esetünkben ez a következő:
```
       a b c d f g j z
```

A leghosszabb közös részsorozat meghatározása után már csak egy kis lépés a diff-szerű kimenet előállítása:
```
       e   h i   k   q r x y 
       +   – +   +   – + + +
```

## Használat
A diff használatakor két bemeneti fájlt kell megadni:
```
diff eredeti új
```

Ekkor a diff kimenete azon változások listája lesz, amelyeket ahhoz kell végrehajtani, hogy az eredeti fájlból megkapjuk az új fájlt. Ha az eredeti és az új fájlok könyvtárak, akkor az eltérések listája a könyvtárakban található minden fájlra vonatkozik. A -r opció megadásakor a program rekurzívan működik, azaz bejárja a teljes alkönyvtárrendszert a megadott könyvtárak alatt:
```
diff -r eredeti új
```